# Krikil
Krikil is een bestuurslaag in het regentschap Kendal van de provincie Midden-Java, Indonesië. Krikil telt 2327 inwoners (volkstelling 2010).